# 후안 세데뇨
후안 세데뇨(Juan Cedeno, 1983년 8월 19일 ~ )는 도미니카 공화국의 야구 선수이자, 미국 프로 야구 뉴욕 양키스의 외국인 선수(투수)이다.
2009년 4월 26일 맷 랜들의 대체 용병으로 두산 베어스와 계약금 2만 달러, 연봉 13만 달러의 조건으로 입단 계약을 맺었다. 이미 검증되었다기보다는 육성형 용병으로 조련한다고 하여 "산업연수생"이라는 별명이 붙었다. 그는 라커룸 내에서 자신보다 어린 선수들과 다툼이 잦았고, 두산에서 그와 재계약하지 않은 데는 기량 미달 외 선수들과의 마찰도 큰 이유였다. 2009년 플레이오프 5차전의 부진으로 시즌 후 재계약하지 않고 방출되었다. 부상으로 메이저 리그 때에도 더블 A에서 성장이 멈춰 있었던 상태였다. 하지만 2012년 시즌 뉴욕 양키스 마이너 트리플A에서 비교적 좋은 활약을 했다.

## 참조
1. ↑  두산, 외국인 투수 좌완 후안 세데뇨 영입[깨진 링크(과거 내용 찾기)] 《노컷뉴스》, 2009년 4월 26일 작성
2. ↑  사연 많은 프로야구 선수 별명[깨진 링크(과거 내용 찾기)] - 매일경제